# Neteller
Neteller — электронная платёжная система, позволяющая совершать и получать денежные переводы онлайн по всему миру. Основана в 1999 году. Владелец — Paysafe Group. Электронный кошелёк в системе привязывается к е-мэйл адресу пользователя.
В апреле 2004 года Neteller провёл первичное публичное размещение акций на Лондонской фондовой бирже, в результате которого привлёк 70 млн долларов. В третьем квартале 2015 года PaySafe group завершает сделку по приобретению платёжной системы Skrill, становясь одним из крупнейших игроков на рынке электронных платежей.

## Тарифы
В настоящее время действуют следующие комиссии: тарифы за переводы между кошельками внутри системы — 1,45 % (без ограничения максимальной суммы). При этом есть опция выбора стороны, оплачивающей комиссию — ей может быть как отправляющий деньги, так и принимающий их. Комиссия за конвертацию, например, в случаях, когда счёт отправителя и получателя открыты в разных валютах, составляет 3,99 %.
Пользователи системы имеют возможность получить привилегированные статусы (Bronze, Silver, Gold, Platinum, Diamond) в зависимости от объёма совершённых транзакций. Для таких статусов действуют пониженные ставки комиссионных сборов.

## Валюты
В настоящее время поддерживает 26 валют — доллар США, британский фунт стерлингов, евро, японская иена, индийская рупия, канадский и австралийский доллары, шведская, датская и норвежская кроны, польский злотый, мексиканское песо, венгерский форинт, болгарский лев, литовский лит, румынский новый лей, российский рубль, южноафриканский ранд, тайваньский доллар, тунисский динар, сингапурский доллар, нигерийская найра, малайзийский ринггит, марокканский дирхам, швейцарский франк, бразильский реал.

## Обслуживаемые страны
Работает в более чем 200 странах мира, в том числе в Украине, Грузии, Эстонии, Латвии и Литве. В Канаде, Израиле, Гонконге и Макао предоставляется ограниченное количество услуг.

## Языки интерфейса
Официальный сайт Neteller доступен на 13 языках, в том числе на русском. Среди других — английский, немецкий, французский, испанский, португальский, итальянский, польский, датский, шведский, норвежский, турецкий и японский языки.

## Дополнительная информация
С 25 ноября 2016 года Neteller прекратил выпуск карт Net+ Prepaid MasterCard для всех стран, не входящих в зону SEPA. Карты для жителей Российской Федерации, заказанные до этого срока, продолжают работать до окончания срока действия.
C 31 января 2018 года пополнение Neteller-аккаунта при помощи MasterCard стало недоступным для всех пользователей.